# Юдино (Кемеровская область)
Юдино — посёлок в Таштагольском районе Кемеровской области. Входит в состав Коуринского сельского поселения.

## География
Центральная часть населённого пункта расположена на высоте 498 метров над уровнем моря.

## Население
По данным Всероссийской переписи населения 2010 года, в посёлке Юдино проживает 12 человек(6 мужчин, 6 женщин).